# Stadion im. Józefa Waliczka w Górze
Stadion im. Józefa Waliczka – stadion piłkarski w Górze, w województwie śląskim, w Polsce. Został otwarty 15 lipca 2002 roku. Może pomieścić 950 widzów. Swoje spotkania rozgrywają na nim piłkarze klubu Nadwiślan Góra.
Kamień węgielny pod budowę stadionu uroczyście wmurowano 1 maja 1999 roku. Budowę ukończono 15 lipca 2002 roku, a na otwarcie zorganizowano festyn i mecz gospodarzy z Pasjonatem Dankowice. Obiekt otrzymał imię Józefa Waliczka, zmarłego 3 czerwca 2001 roku wieloletniego prezesa Nadwiślanu Góra.
Przez dwa sezony, 2014/2015 i 2015/2016, obiekt gościł rozgrywki na szczeblu centralnym z udziałem Nadwiślanu Góra (II liga – trzeci poziom rozgrywkowy).